# Coppa della CSI 2012
La XX edizione della Coppa dei Campioni della CSI (1ª edizione della Coppa della CSI) si è svolta a San Pietroburgo dal 9 al 29 gennaio 2012. Quest'edizione ha visto trionfare la Nazionale Under-21 di calcio della Russia.
Questa è stata la prima edizione a cui hanno preso parte solamente nazionali giovanili di calcio, e non squadre di club.

## Fase a gruppi

### Gruppo A
| Team                 | G | V | P | S | GF | GS | DR | Pt |
| -------------------- | - | - | - | - | -- | -- | -- | -- |
| 1. Russia U-21       | 3 | 2 | 1 | 0 | 2  | 0  | +2 | 7  |
| 2. Kazakistan U-21   | 3 | 2 | 0 | 1 | 6  | 3  | +3 | 6  |
| 3. Turkmenistan U-20 | 3 | 1 | 1 | 1 | 2  | 3  | -1 | 4  |
| 4. Estonia U-21      | 3 | 0 | 0 | 3 | 1  | 5  | -4 | 0  |

| Turno | Squadra A       | Squadra B         | Risultato |
| ----- | --------------- | ----------------- | --------- |
| 1     | Estonia U-21    | Turkmenistan U-20 | 0 - 1     |
| 1     | Russia U-21     | Kazakistan U-21   | 1 - 0     |
| 2     | Kazakistan U-21 | Turkmenistan U-20 | 3 - 1     |
| 2     | Russia U-21     | Estonia U-21      | 1 - 0     |
| 3     | Kazakistan U-21 | Estonia U-21      | 3 - 1     |
| 3     | Russia U-21     | Turkmenistan U-20 | 0 - 0     |

### Gruppo B
| Team                 | G | V | P | S | GF | GS | DR | Pt |
| -------------------- | - | - | - | - | -- | -- | -- | -- |
| 1. Ucraina U-21      | 3 | 3 | 0 | 0 | 7  | 0  | +7 | 9  |
| 2. Moldavia U-21     | 3 | 1 | 1 | 1 | 2  | 2  | 0  | 4  |
| 3. Lettonia U-21     | 3 | 1 | 1 | 1 | 3  | 4  | -1 | 4  |
| 4. Kirghizistan U-21 | 3 | 0 | 0 | 3 | 3  | 9  | -6 | 0  |

| Turno | Squadra A         | Squadra B         | Risultato |
| ----- | ----------------- | ----------------- | --------- |
| 1     | Kirghizistan U-21 | Lettonia U-21     | 2 - 3     |
| 1     | Ucraina U-21      | Moldavia U-21     | 1 - 0     |
| 2     | Ucraina U-21      | Kirghizistan U-21 | 4 - 0     |
| 2     | Moldavia U-21     | Lettonia U-21     | 0 - 0     |
| 3     | Ucraina U-21      | Lettonia U-21     | 2 - 0     |
| 3     | Moldavia U-21     | Kirghizistan U-21 | 2 - 1     |

### Gruppo C
| Team                | G | V | P | S | GF | GS | DR | Pt |
| ------------------- | - | - | - | - | -- | -- | -- | -- |
| 1. Iran U-20        | 3 | 2 | 1 | 0 | 8  | 0  | +8 | 7  |
| 2. Lituania U-21    | 3 | 1 | 1 | 1 | 1  | 3  | -2 | 4  |
| 3. Bielorussia U-21 | 3 | 1 | 1 | 1 | 2  | 1  | +1 | 4  |
| 4. Tagikistan U-21  | 3 | 0 | 1 | 2 | 0  | 7  | -7 | 1  |

| Turno | Squadra A        | Squadra B       | Risultato |
| ----- | ---------------- | --------------- | --------- |
| 1     | Bielorussia U-21 | Iran U-20       | 0 - 0     |
| 1     | Tagikistan U-21  | Lituania U-21   | 0 - 0     |
| 2     | Bielorussia U-21 | Tagikistan U-21 | 2 - 0     |
| 2     | Iran U-20        | Lituania U-21   | 3 - 0     |
| 3     | Bielorussia U-21 | Lituania U-21   | 0 - 1     |
| 3     | Iran U-20        | Tagikistan U-21 | 5 - 0     |

## Fase finale

### Fase a eliminazione diretta
|  | Quarti di finale | Quarti di finale  |               |          | Semifinali                | Semifinali                |  |  | Finale | Finale |
|  |                  |                   |               |          |                           |                           |  |  |        |        |
|  |                  |                   |               |          |                           |                           |  |  |        |        |
|  |                  |                   |               |          |                           |                           |  |  |        |        |
|  | Ucraina (dcr)    | 1 (4)             |               |          |                           |                           |  |  |        |        |
|  | Ucraina (dcr)    | 1 (4)             |               |          |                           |                           |  |  |        |        |
|  | Lituania(dcr)    | 1 (3)             |               |          |                           |                           |  |  |        |        |
|  | Lituania(dcr)    | 1 (3)             | Ucraina (dcr) | 1 (3)    |                           |                           |  |  |        |        |
|  |                  |                   | Ucraina (dcr) | 1 (3)    |                           |                           |  |  |        |        |
|  |                  | Bielorussia (dcr) | 1 (5)         |          |                           |                           |  |  |        |        |
|  | Kazakistan       | Bielorussia (dcr) | 1 (5)         | 2        |                           |                           |  |  |        |        |
|  | Kazakistan       |                   |               | 2        |                           |                           |  |  |        |        |
|  | Bielorussia      | 3                 |               |          |                           |                           |  |  |        |        |
|  | Bielorussia      | 3                 | Bielorussia   | 0        |                           |                           |  |  |        |        |
|  |                  |                   | Bielorussia   | 0        |                           |                           |  |  |        |        |
|  |                  | Russia            | 2             |          |                           |                           |  |  |        |        |
|  | Iran (dcr)       | Russia            | 2             | 1 (1)    |                           |                           |  |  |        |        |
|  | Iran (dcr)       |                   |               | 1 (1)    |                           |                           |  |  |        |        |
|  | Lettonia (dcr)   | 1 (4)             |               |          |                           |                           |  |  |        |        |
|  | Lettonia (dcr)   | 1 (4)             | Lettonia      | 1        | Finale per il terzo posto | Finale per il terzo posto |  |  |        |        |
|  |                  |                   | Lettonia      | 1        | Finale per il terzo posto | Finale per il terzo posto |  |  |        |        |
|  |                  | Russia            | 2             |          |                           |                           |  |  |        |        |
|  | Russia           | Russia            | 2             | 2        | Ucraina                   | 3                         |  |  |        |        |
|  | Russia           |                   |               | 2        | Ucraina                   | 3                         |  |  |        |        |
|  | Moldavia         | 1                 |               | Lettonia | 0                         |                           |  |  |        |        |
|  | Moldavia         | 1                 |               |          | 0                         |                           |  |  |        |        |
|  |                  |                   |               |          |                           |                           |  |  |        |        |
|  |                  |                   |               |          |                           |                           |  |  |        |        |

### Fase dal 9º al 12º posto
| Team                  | G | V | P | S | GF | GS | DR | Pt |
| --------------------- | - | - | - | - | -- | -- | -- | -- |
| 9. Kirghizistan U-21  | 3 | 3 | 0 | 0 | 8  | 2  | +6 | 9  |
| 10. Estonia U-21      | 3 | 1 | 1 | 1 | 4  | 3  | +1 | 4  |
| 11. Tagikistan U-21   | 3 | 0 | 2 | 1 | 3  | 5  | −2 | 2  |
| 12. Turkmenistan U-20 | 3 | 0 | 1 | 2 | 2  | 7  | −5 | 1  |

| Turno | Squadra A         | Squadra B         | Risultato |
| ----- | ----------------- | ----------------- | --------- |
| 1     | Turkmenistan U-20 | Kirghizistan U-21 | 1 - 3     |
| 1     | Tagikistan U-21   | Estonia U-21      | 1 - 1     |
| 2     | Estonia U-21      | Turkmenistan U-20 | 3 - 0     |
| 2     | Kirghizistan U-21 | Tagikistan U-21   | 3 - 1     |
| 3     | Turkmenistan U-20 | Tagikistan U-21   | 1 - 1     |
| 3     | Estonia U-21      | Kirghizistan U-21 | 0 - 2     |

## Classifica marcatori
| Gol |  |  | Giocatore          | Squadra      |
| --- |  |  | ------------------ | ------------ |
| 8   |  |  | Sardar Azmoun      | Iran         |
| 7   |  |  | Pylyp Budkivskiy   | Ucraina      |
| 5   |  |  | Tursunali Rustamov | Kirghizistan |
| 4   |  |  | Artëm Del'kin      | Russia       |